# La Mechuda
La Mechuda är en ort i Mexiko.   Den ligger i kommunen Santiago Tuxtla och delstaten Veracruz, i den sydöstra delen av landet, 400 km öster om huvudstaden Mexico City. La Mechuda ligger 95 meter över havet och antalet invånare är 217.
Terrängen runt La Mechuda är platt söderut, men norrut är den kuperad. Runt La Mechuda är det ganska tätbefolkat, med 111 invånare per kvadratkilometer. Närmaste större samhälle är San Andres Tuxtla, 15,0 km nordost om La Mechuda. Omgivningarna runt La Mechuda är en mosaik av jordbruksmark och naturlig växtlighet.